# Cuadro de nudos

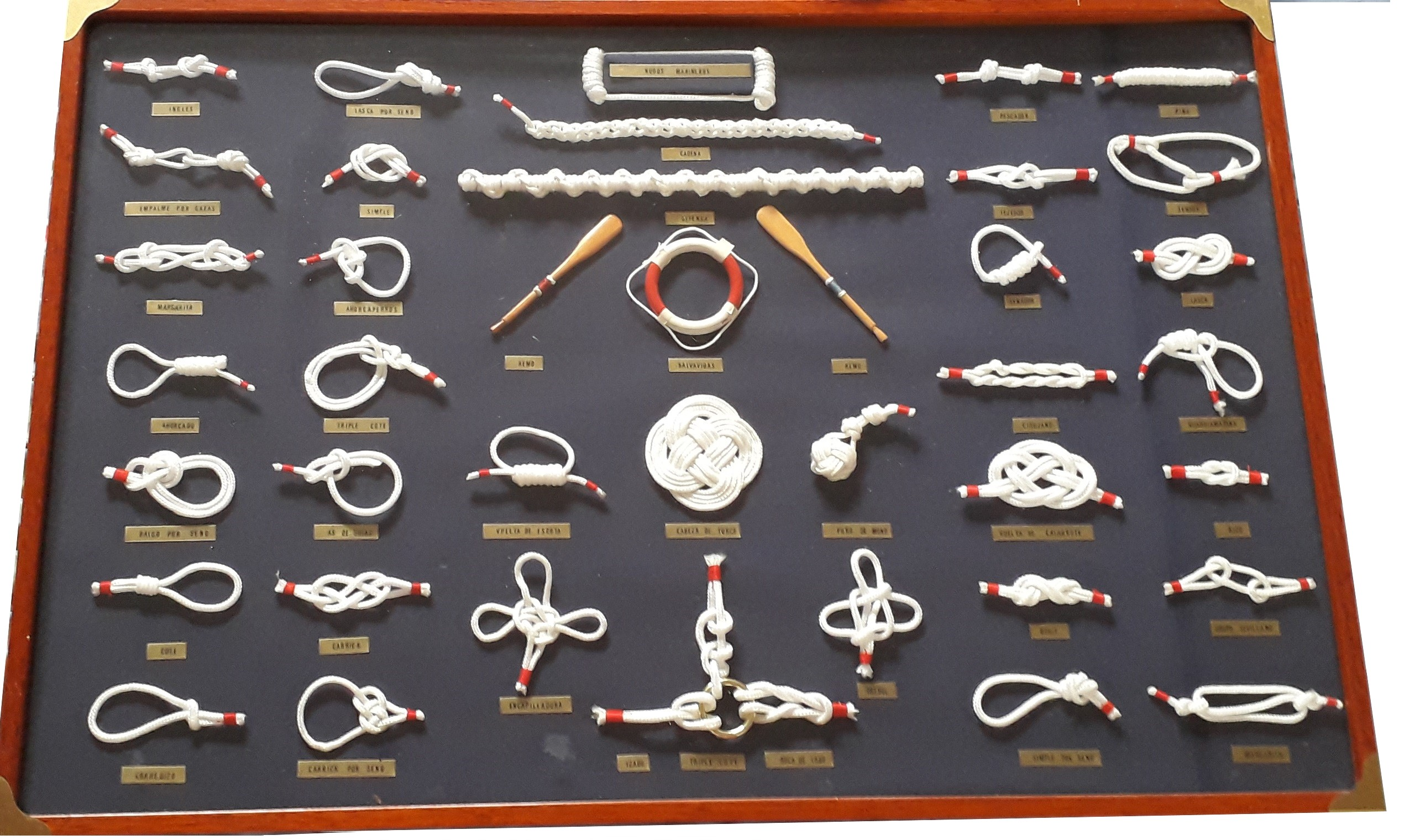
Cuadro de nudos

Un cuadro de nudos es una muestra de nudos realizada con cuerda real sobre un tablero. En ocasiones se decoran con un marco y se protegen con un cristal. Los cuadros de nudos, suelen representar nudos marineros, que también se utilizan en otras disciplinas como la escalada, el alpinismo, la espeleología, el escultismo y en técnicas decorativas como macramé.

## Historia
La historia de los nudos se remonta tanto en el tiempo como la de la humanidad. Se han encontrado restos de 20.000 años de antigüedad en tumbas, que forman cuentas sujetas por collares atados al cuello.

## Técnica

### Cuerdas
Las cuerdas que se emplean para hacer cuadros de nudos son tanto naturales (cuerdas de cáñamo, de yute, de algodón) como sintéticas, con materiales modernos como polipropileno y poliamida. Los tipos de cuerda que se emplean dan al cuadro el estilo del mismo, como la ropa hace con las personas que la llevan. Aunque las cuerdas de algodón se emplean para este elemento decorativo,  en la realidad dicha cuerda no se emplea para maniobras náuticas, dado que es un material muy sensible a los rayos solares y en general no soporta grandes tensiones.
Los nudos de un cuadro de nudos tienen los extremos de la cuerda sellados para evitar que los cabos se deshilachen. El sellado puede ser con hilo, atando las hebras de la cuerda en el extremo del nudo. Esto  además proporciona un acabado elegante. O bien se puede sellar el nudo aplicando calor cuando las cuerdas son sintéticas. Hay versiones de cuadros de nudos que intencionadamente deshilachan los cabos extendiendo las hebras resultantes, siendo un estilo propio de ejecución. 

### Tableros
Los tableros para fijar los nudos son de contrachapado, o bien con tableros de fibra DM. Los tableros van revestidos con un material que puede ser cartulina de diferentes colores, tela de diferentes colores, incluso cartas náuticas.

### Fijación
Los nudos pueden ir fijados con adhesivo, o clavados con puntas de acero. Las cuerdas clavadas suelen ser las naturales, de cáñamo y yute.  

### Objetos a escala
Junto a los nudos, se representan también objetos típicos a escala 1:20, que podemos encontrar en un barco clásico, como timón, salvavidas, ancla, anzuelo, cuadernales, remos y botes a escalas inferiores. Así como objetos que podemos encontrar en barcos modernos, como grilletes de acero, boyas, anillas metálicas, cornamusas, poleas de acero, mosquetones , ganchos de acero, Banderas de señales así como piezas cilíndricas de madera  que representan los mástiles del barco. En ocasiones se incluyen medias secciones de maquetas de barcos o imágenes de veleros.

### Etiquetado
Como norma general los cuadros de nudos llevan una etiqueta con el nombre de cada nudo, en el idioma original de quien hace el cuadro. Esta puede ser impresa en papel o grabado en perfiles metálicos. Los nudos tienen distinto nombre en cada idioma del planeta, como los números y las palabras. Hay cuadros de nudos sin etiquetas lo cual dificulta la identificación de los nudos.  
Algunos cuadros llevan un nudo perimetral en forma de trenza o cadeneta que sirve como decoración.  

### Marcos
Los marcos de un cuadro de nudos son diferentes en función de si el cuadro lleva un vidrio protector o no. Si el cuadro no lleva vidrio protector, se emplea un marco estándar, a juego con el fondo y el color de la cuerda. Si el cuadro lleva vidrio protector, se debe emplear un tipo de marco con galce alto o caja americana, necesarios en cuadros con relieve.

### Fijación
En función del tamaño y del peso del cuadro, se suelen equipar con hembrillas para colgar el cuadro en la pared. A diferencia de los cuadros formados por una lámina, los cuadros de nudos pesan varios kilogramos, principalmente por el vidrio que los protege, por lo que necesitan varias hembrillas para fijarlos a la pared.  

## Estilos
En función del tipo de cuerda, y el tipo de fondo utilizado, se consideran los estilos:

Los cuadros de nudos son creaciones propias, por lo que pueden seguir cualquier estilo según el criterio de quien lo realiza. En ocasiones el estilo depende de los materiales con los que se cuenta en ese momento. 

## Combinaciones
La cantidad de nudos que se han desarrollado desde la creación de la cuerda, y sus combinaciones, hacen que los cuadros de nudos solo recojan una pequeña muestra de los nudos existentes. 
Si bien, muchas de las técnicas mostradas en los cuadros de nudos,  están en desuso por las nuevas tecnologías marítimas, son muestra y recuerdo de la manera de trabajar de los marineros desde hace siglos.